# زورگو

زورگو (شهر) شهری در شهرستان توئسه در استان بازگا در بورکینافاسوی مرکزی است و جمعیت آن ۱۱۶ نفر است.